# Okounov
Okounov är en ort i Tjeckien.   Den ligger i distriktet Okres Chomutov och regionen Ústí nad Labem, i den nordvästra delen av landet, 100 km väster om huvudstaden Prag. Okounov ligger 394 meter över havet och antalet invånare är 287.
Terrängen runt Okounov är huvudsakligen kuperad. Okounov ligger nere i en dal. Runt Okounov är det ganska glesbefolkat, med 47 invånare per kvadratkilometer. Närmaste större samhälle är Kadaň, 11,6 km öster om Okounov. I omgivningarna runt Okounov växer i huvudsak blandskog.